# هازجة نيوزيلندا الرمادية
الهازجة الرمادية (الاسم العلمي:  Gerygone igata)، المعروفة أيضا باسمها الماوري riroriro (بالعربية: ريروريرو) ومعروفة أحيانا خارج نيوزيلندا باسم جيرجوني الرمادي هذا النوع من الطيور هو آكل حشرات وينتمي لأسرة الطيور المسماة Acanthizidae؛ وتعتبر أنواع الطيور هذه متوطنة في نيوزيلندا. الموائل الطبيعية لهذا الطير هي الغابات المعتدلة. معروف هذا الطير في بعض الأحيان باسم تيتوتام أو راينبيرد، أي طائر المطر.

## الوصف
هذه الطيور هي واحدة من أصغر الطيور التي تتواجد في نيوزيلندا، ويبلغ طولها حوالي 11 سنتيمترًا، ويصل وزنها إلى حوالي 6.5 جرام. يحتوي على ريش لونه رمادي-بني (مع لون خفيف من الأخضر الزيتوني)، لون الوجه والحلق والثدي رمادي باهت وشاحب. البطن لونه ضرب من اللون الأبيض يتخلله مسحة طفيفة من اللون الصفراوي. الذيل لونه أبيض في الجهة السفلية وبني داكن في الجهة العلوية مع أطراف بيضاء تكون مرئية خلال الطيران. لون عيون هذه الطيور هو أحمر ياقوتي وتكون مميزة الشكل. عادة ما تكون الإناث أصغر من الذكور، ولكن بشكل عام، لا يوجد اختلاف بالهيئة بين الذكر والأنثى. الطيور الصغيرة لونها أكثر شحوبًا دون تواجد أي لون أصفر طفيف، ولون عيونها بني.

### تغريد
غالبًا ما تبدأ أغنية الذكر بمجموعة متعاقبة من ثلاث أصوات صريرية وتغدو هذه الأصوات إلى صوت زغردة طويل مميّز، حزين نوعا ما ذو ارتجاج، تارة يرتفع وتارة ينخفض. تغني هذه الطيور طيلة العام ولكن تغني بقوة أكبر عند التعشيش، خلال فصل الربيع. غالبًا ما يتم سماع أصوات طيور الهازجة الرمادية أكثر من ما يتم رؤيتها.

## سكنه وتوزيعه
تُعتبر طيور الهازجة الرمادية شائعة الوجود في جميع أنحاء الجزر الرئيسية في نيوزيلندا والعديد من الجزر البحرية التابعة لها، ولكنها لا تتواجد في المناطق الريفية ومناطق الجبال المرتفعة. في موطنها، في الغابات التي تعيش بها والغابات الغريبة، يمكن العثور على هذه الطيور في أي مكان تقريبًا حيث يوجد غطاء شجري أو أي شجيرة كانت.

## السلوك

### الغذاء
تتغذى طيور الهازجة الرمادية بشكل رئيسي على العناكب والحشرات ويرقاتها. وهي طيور نشطة للغاية ودائمة التحرك، وتكاد ألا تستطيع البقاء مكانها بمعنى أنها تستمر بالتنقل من جثم إلى آخر.

### التعشيش

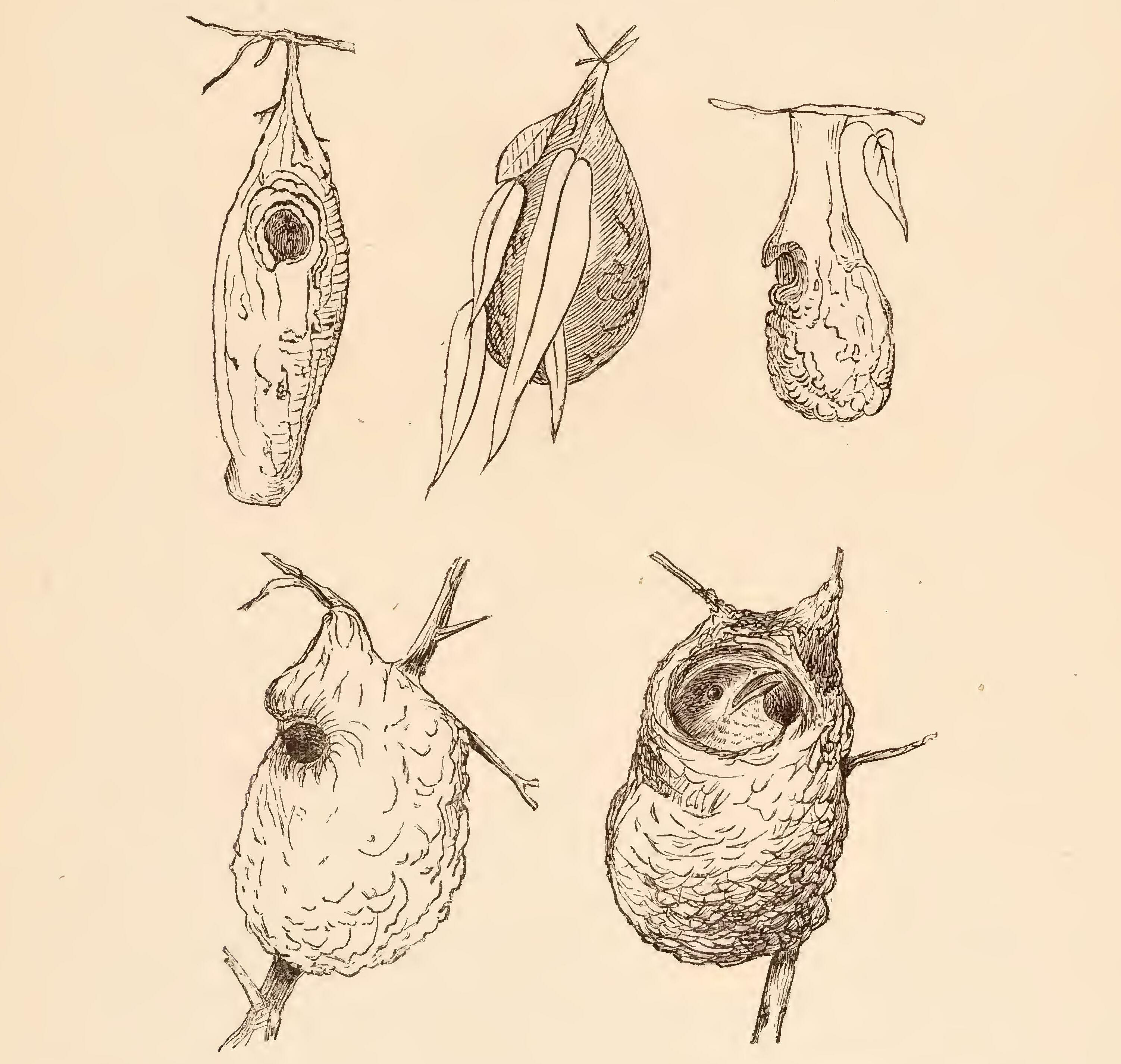
رسومات توضيحية لأعشاش الهازج الرمادي (1888).

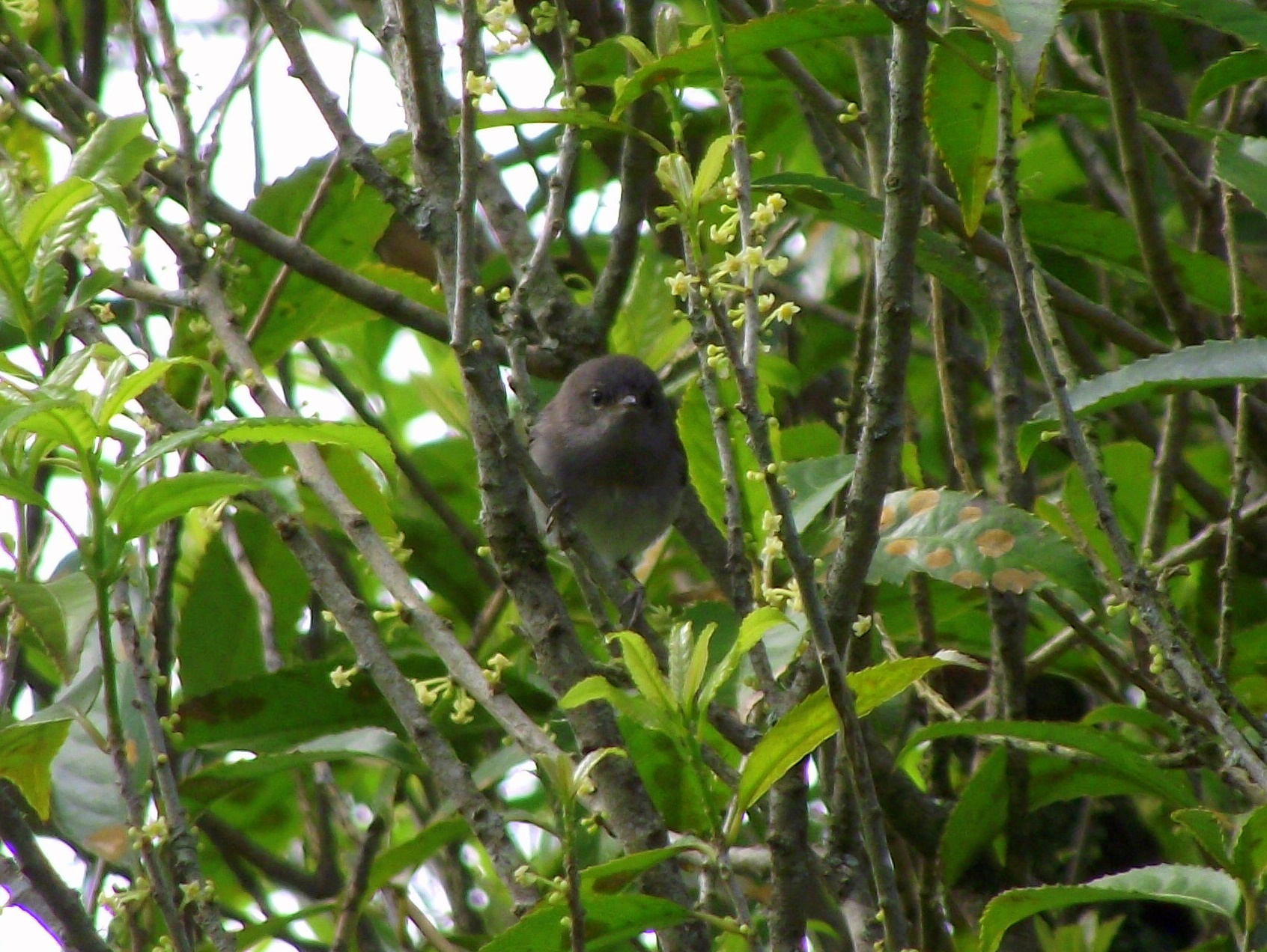
هازجة رمادية يانعة

تُعتبر الهازجة الرمادية فريدة بين طيور نيوزيلندا في بناء عش على شكل فاكهة الإجاص مع مدخل جانبي بالقرب من القمة. يجمع الذكر مواد التعشيش، لكن الأنثى هي التي تبني العش من الأعشاب والأوراق والجذور والنبات الحزازي، ويتماسك المبنى الناتج عن طريق إضافة خيوط نسيج العنكبوت، علو العش عن فوق الأرض يكون أي مكان من 2 إلى 25 قدمًا، ويصطف بالريش ومواد ناعمة ولينة أخرى. يتم ربط العش بغصن في الجزء العلوي، ولكن غالبًا ما يكون مثبتًا أيضًا في الخلف أو الجانبين. لا يشارك الذكر في بناء العش أو حضانة البيوض والصغار، ولكنه يساعد على إطعام الطيور الصغيرة واليانعة. البيض في العش يكون عدده من 3 إلى 6 بيضات، وتضع الأنثى بيضة واحدة كل يومين، لون البيض هو أبيض-وردي مع تواجد بقع بنية-حمراوية دقيقة على سطحها كله. يبلغ طول البيض حوالي 17 ملم وعرضه هو حوالي 12 ملم، أما وزن البيض يبلغ حوالي 1.5 جرام. تستغرق حضانة البيض هذا حوالي 19 يومًا وتقضي الفراخ الصغيرة أخرى 15 إلى 19 يومًا في العش بعد ذلك.
موسم التكاثر لهذه الطيور هو من شهر أغسطس إلى شهر يناير وعادة ما تبني عشين من أجل مجموعتين من البيض. الوقواق البرونزي اللامع، وهو يعتير طير طفيل الاعشاش، غالبا ما يستهدف العش الثاني.